# Harry Lonsdale
Harry Lonsdale (de son vrai nom Harry Gettus Lonsdale) est un acteur anglais né à Worcester le 6 décembre 1865 et décédé à Derby le 12 juillet 1923.

## Filmographie partielle
- 1912 : The Prosecuting Attorney
- 1912 : The Hypnotic Detective
- 1912 : A Safe Proposition
- 1912 : An Unexpected Fortune
- 1912 : In Little Italy
- 1912 : His Chance to Make Good
- 1912 : The Battleground
- 1912 : The Mystery of Room 29
- 1912 : The Redemption of 'Greek Joe'
- 1912 : The Stronger Mind
- 1912 : All on Account of Checkers
- 1913 : God's Way
- 1914 : The Lonesome Trail de Colin Campbell
- 1914 : When the West Was Young
- 1914 : Caryl of the Mountains
- 1914 : A Woman Laughs
- 1915 : The Carpet from Bagdad
- 1915 : The Rosary
- 1915 : Sands of Time
- 1915 : Willie Goes to Sea
- 1915 : Ebb Tide
- 1915 : The Runt
- 1915 : Sweet Alyssum
- 1915 : Just as I Am
- 1916 : The Brand of Cain
- 1916 : The Ne'er Do Well
- 1916 : The Garden of Allah
- 1916 : Toll of the Jungle
- 1916 : The Valiants of Virginia
- 1916 : The Private Banker
- 1916 : Into the Primitive
- 1917 : Beware of Strangers
- 1917 : Who Shall Take My Life?
- 1918 : Daniel le conquérant (The City of Purple Dreams) de Colin Campbell
- 1918 : Little Orphant Annie de Colin Campbell
- 1923 : Big Dan
- 1924 : The Vagabond Trail de William A. Wellman
- 1925 : Her Husband's Secret de Frank Lloyd